# Dowth

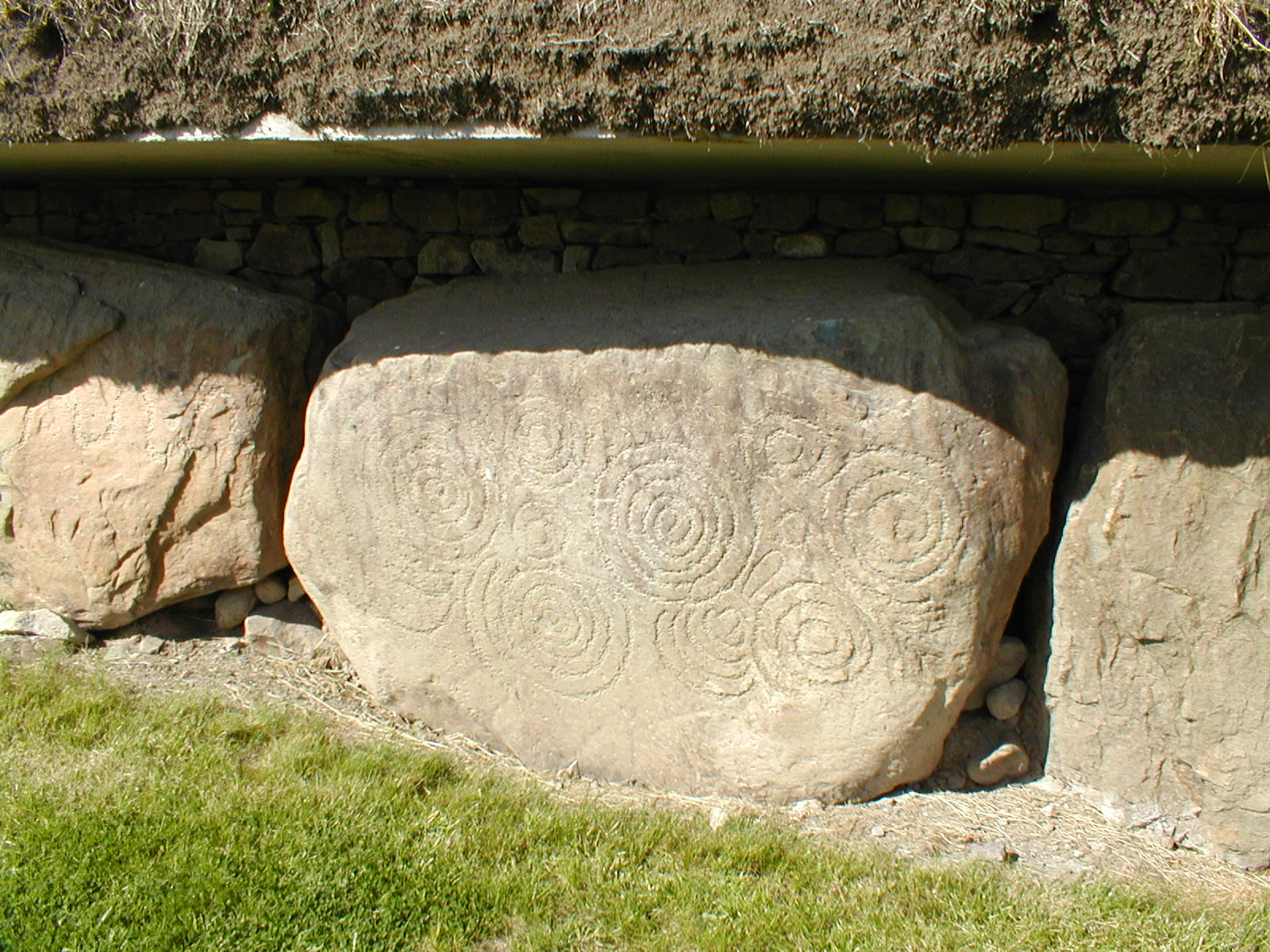
Stenar med inristningar i Dowth.

Dowth (iriska: Dubhadh) är en neolitisk megalitgrav av typen Passage Tomb, vilket på svenska ofta översätts med begreppet gånggrift. Den ligger i Boynedalen, Meath county, Republiken Irland och är troligen den äldsta av de tre stora megalitgravarna i området. De andra två är Newgrange och Knowth.
Dowth är betydligt mindre utvecklad som en turistattraktion än de två andra, delvis på grund av att kammaren är mycket lägre och delvis därför att dekorationerna är färre, men främst för att den inte är utgrävd i modern tid. Dowth grävdes ut 1847 men fynden var så få att man antog att den hade blivit plundrad långt tidigare.
Den omgivande jordhögen som täcker hela megalitgraven, är omkring 90 meter i diameter och 15 meter hög, men i likhet med Newgrange är den sannolikt påbyggd långt senare. Den är omgivet av kantställda stenblock som tillhör den ursprungliga konstruktionen, av vilka några är dekorerade. Förekomster av kvarts har påträffats utanför kanstenarna, vilket indikerar att ingången till kammaren en gång var täckt av glittrande vita stenar, påminnande om Newgrange. Tre stenkantade gångar går in i gravhögen från väster.
Den långa gången korsas av 3 låga små tröskelstenar och slutar längst in i en korsformad kammare. Flera av de markfasta och uppresta stenarna eller ortostaterna i gången och kammaren är dekorerade med spiraler, sparrar, spetsrutor och cirklar med strålar.
På golvet står en stor ensam stenkista. Den högra sidokammaren leder vidare till en annan lång rektangulär kammare med en L-formad förlängning som har tröskel vid ingången. Denna del av konstruktionen kan vara den äldsta, men att den senare blev en del av sidorummet. Dess golv är täckt med en 2,4 meter lång stenplatta som innehåller en oval nedsänkning. Fram tills helt nyligen kunde man ta sig fram till denna innersta rum med en stege i en järnbur och vidare in genom en klättring över lösa stenar. I dag är dock möjligheten att besöka kammaren begränsad och alla föremål befinner sig bakom skyddsgaller.
En kantsten med skålformade märken, en spiral och ett blomsterliknande märke markerar ingången till den andra mindre kammaren. Den megalitgrav som har ett modernt betongtak, har ett par få dekorerade stenar och en stor massiv nisch på höger sida.
Vid ingången till gången av sidorummet finns en sekundär konstruktion i form av en tidig medeltida souterrain.
1993 sattes de förhistoriska lämningarna vid Boyne: Newgrange, Knowth och Dowth upp på Unescos världsarvslista.